# Chungnyeol de Goryeo
Rey Chungnyeol de Goryeo (3 de abril de 1236-30 de julio de 1308) fue el vigesimoséptimo gobernante del reino coreano medieval de Goryeo desde el 1274 al 1308. Fue hijo del rey Wonjong, su predecesor en el trono. Chungnyeol fue rey durante las invasiones mongolas de Japón, ayudando a los mongoles en las ofensivas.

## Biografía
El rey Chungnyeol fue el primer gobernante de Goryeo recordado por el título Wang (王), el cual significa "rey". Los gobernantes anteriores habían recibido nombres de templo con el sufijo jo (祖) o jong (宗), significando "Ancestro venerado" y un título normalmente reservado para emperadores. Después de que Goryeo se convirtiera en vasallo de la dinastía Yuan de Mongolia, el emperador Yuan Kublai Khan encontraba esta práctica como una socavación de su propio poder y ordenó que los gobernantes Goryeo no pudieran recibir tales títulos a partir de ese momento.
El rey Chungnyeol, cuando era Príncipe Real Sim, fue propuesto para casarse con una hija de Kublai Khan. Kublai Khan aceptó. y, durante más de 80 años, los reyes de Goryeo se casaron con la realeza mongol. Los herederos al trono recibieron nombre mongoles y fueron enviados a Dadu donde criados y educados hasta la edad adulta.
El rey Chungnyeol es conocido también como el mediador que instigó al Emperador mongol a invadir de forma conjunta Japón ofreciendo ayuda naval y voluntarios.
En 1297 su madre Jangmok murió, comenzando una purga violenta bajo el pretexto de que fue asesinada. Estos eventos propiciaron que Chungnyeol solicitara a la dinastía Yuan su abdicación, subiendo en 1298 su hijo Chungseon al trono. Chungseon tuvo que enfrentarse a intensas intrigas entre la reina de Mongolia y la de Goryeo, devolviéndole el trono a su padre poco después en 1299

## Familia

### Consortes y descendencia
1. Reina Jangmok del clan Borjigin (28 de junio de 1259 - 21 de mayo de 1297) (장목 왕후) 
  1. Rey Chungseon de Goryeo (20 de octubre de 1275 - 23 de junio de 1325) (고려 충선왕)
  2. Hijo sin nombre (1278 -? )
  3. Hija sin nombre (1277 -? )
2. Princesa Jeongshin del clan Kaesong Wang (? - 4 de abril de 1319) (정신 부주 왕씨) 
  1. Wang Ja, Príncipe Gangyang (? - 12 de abril de 1308) (강양 공 왕자)
  2. Princesa Jeongnyeong (정녕 원비)
  3. Princesa Myeongsun (? - 7 de agosto de 1320) (명순 원비)
3. Royal Consort Sukchang Won-Bi del clan Eonyang Kim (숙비 김씨)
4. Concubina desconocida: 
  1. Wang Seo (왕서)[3]
5. Consorte real Mu-Bi del clan Taein Si (? - 1297) (무비 시 씨)

## En la cultura popular
- Interpretado por Jin Won en la serie de televisión de 2012 de MBC God of War .
- Interpretado por Jeong Bo-seok en la serie de televisión de 2017 MBC The King in Love .